# مجله پژوهش پرستاری
مجله پژوهش پرستاری ایران (به انگلیسی: Iranian Journal of Nursing Research (IJNR)) نام یک مجله علمی پژوهشی پرستاری و به صاحب امتیازی انجمن علمی پرستاری ایران  است.
این نشریه با هدف انتشار الکترونیک مقالات تحقیقی در حیطه‌های مختلف پرستاری از جمله آموزش، مدیریت و پرستاری بالینی، توسعه و نوآوری در زمینه‌های مختلف پرستاری، ایجاد ارتباط بین محققین در راستای توسعه پرستاری، انتشار مقالات علمی و پژوهشی پرستاری بمنظور شناخت نوآوری‌ها و توسعه مراقبتها در تمام موضوعات جامعه، آشناسازی دانشجویان با مقالات پرستاری، معرفی آخرین پیشرفت‌های علمی در قالب مقالات برای محققین پرستاری فعالیت می‌نماید. این مجله از سال ۱۳۸۵ پایه‌گزاری شده و مقالات منتشر شده در آن در زمینهٔ پژوهش‌ها و گسترش حرفه‌ای و کارکرد بالینی و آکادمیک پرستاری است.
مقالات این مجله در سایت‌های ISC, SID, Majiran, Google scholar, Iran Medex  نمایه می‌شود و این نشریه دارای رتبه علمی پژوهشی از کمسیون نشریات علوم پزشکی کشور می‌باشد.